# Because you are you
『because you are you』（ビコーズ・ユー・アー・ユー）は、Aqua Timezの5枚目のオリジナル・アルバム。2012年9月5日にEpic Records Japanから発売された。

## 概要
前作『カルペ・ディエム』から1年7ヶ月ぶりのフル・アルバム。通常盤とDVD付初回生産限定盤の2形態で発売。
DVD付初回生産限定盤は三方背BOXに、Aqua Timezのキャラクター・歴史が分かる新聞、15thシングル『つぼみ』との連動施策特典（ダブル購入者特典）、オリジナルステッカー、全国ツアーチケット抽選先行発売案内、秘密結社からの謎のメッセージ-Part2-（体験型宝探し「タカラッシュ」とのコラボレーション）を封入。

## 収録曲

### CD
1. 音速の風景 [1:29]
『「七色の落書き」』に収録されている「未成年」「words of silence」以来、実に6年ぶりのポエトリーリーディングとなる。
2. オーロラの降る夜 [1:56]
本楽曲と「音速の風景」は元々1曲だったものを分けている。
そのため、この2曲には間がない。
3. because you are you [4:19]
1年以上前から制作していた曲。アルバム・タイトルに関しては、太志曰く「曲中の『I love you, because you are you』っていう大事な歌詞をライヴでみんなと一緒に歌いたい、みんなが歌ってくれる場所に立てる日は幸せな気持ちになるだろうなって感じた」所からつけられた。
4. つぼみ [5:02]
15thシングル。
日本テレビ系土曜ドラマ『ゴーストママ捜査線～僕とママの不思議な100日』主題歌
5. 輪になって [4:47]
『Kaepa Active Sports Campaign』TV-CMソング。
The FANtastic tour 2012で先行披露された。
6. LOST PARADE [6:04]
短編小説みたいな物語を書きたかった曲。
大介(Gt.)が作って来たメロディがもとになっている。
7. MASK [4:51]
14thシングル。
テレビ東京系アニメ『BLEACH』エンディングテーマ。
本楽曲は、他の楽曲とはレコーディング時期が若干異なる。
8. 鉛色のフィクション [3:27]
9. good sleep [2:50]
「大人もちゃんと夢を見ることが出来る、現実を見据えながら、賢く夢を見よう」という思いを込めた曲。
10. 君となら feat. LGMonkees、いしばしさちこ [4:31]
初のフィーチャリングソング。大介・OKP-STARと同じ福島県出身LGMonkees/いしばしさちこが参加。
いしばしは、大介・OKP-STARとBSB（いわき市復興支援ソングプロジェクト）で一緒に活動している。
11. 兎のしっぽ [3:06]
とにかく楽しい曲を作りたいという思いから出来た曲。
間奏のサンバホイッスルはOKP-STARによるもの。
ハンドクラップはTASSHIが考案。レコーディングの際には実際にメンバーでパーカッションとハンドクラップを行った。
12. HOME [6:30]
曲自体は3年以上前から存在しており、今回で収録することに実現した。
メンバー曰く、「Aqua Timezらしい曲」。

### DVD（初回生産限定盤のみ）
1. MASK（Music Video）
2. つぼみ（Music Video）
3. Special Movie

## 演奏
- Aqua Timez
  - Produce, Arrangement
  - Music (#1.2.5.6.8.9.11.12)
- 太志
  - Lyrics
  - Music (#3.4.7.10)
- 弦一徹ストリングス：Strings (#1.2.12)
- 弦一徹：Strings Arrangement (#1.2)
- akkin
  - Programming (#2.5)
  - Arrangement (#1.2.3.5.6)
- JAMIL：Guest Vocal (#3)
- トオミヨウ：Arrangement, Programming, Strings Arrangement (#4.12)
- 金原千恵子ストリングス：Strings (#4)
- 草間敬：Programming (#7)
- LGMonkees：Lyrics, Guest Vocals (#10)
- いしばしさちこ：Guest Vocals (#10)